# Руандийско-филиппинские отношения
Руандийско-филиппинские отношения — двусторонние дипломатические отношения между Руандой и Филиппинами. Отношения были установлены 15 декабря 1982 года.

## История отношений
Отношения между странами были установлены 15 декабря 1982 года.
31 марта 2015 года посол Филиппин в Японии Мануэль М. Лопес принял в Токио уходящего посла Руанды в Японии и по совместительству на Филиппинах Чарльза Муриганде.
27 июля 2019 года Филиппины и Руанда подписали соглашение о воздушном сообщении, тем самым открыв перспективу коммерческих рейсов между двумя странами.
5 декабря 2023 года посол Филиппин в Кении и по совместительству в Руанде Шарлотта Г. Танг и министр иностранных дел Руанды Венсан Бирута подписали меморандум о взаимопонимании об установлении общего двустороннего сотрудничества между странами.

## Дипломатические мисии
- У Руанды есть аккредитированное посольство в Токио[7][8], Япония
- У Филиппин есть аккредитированное посольство в Найроби[9], Кения, и консульство в Кигали[10]